# Kleinsporkert

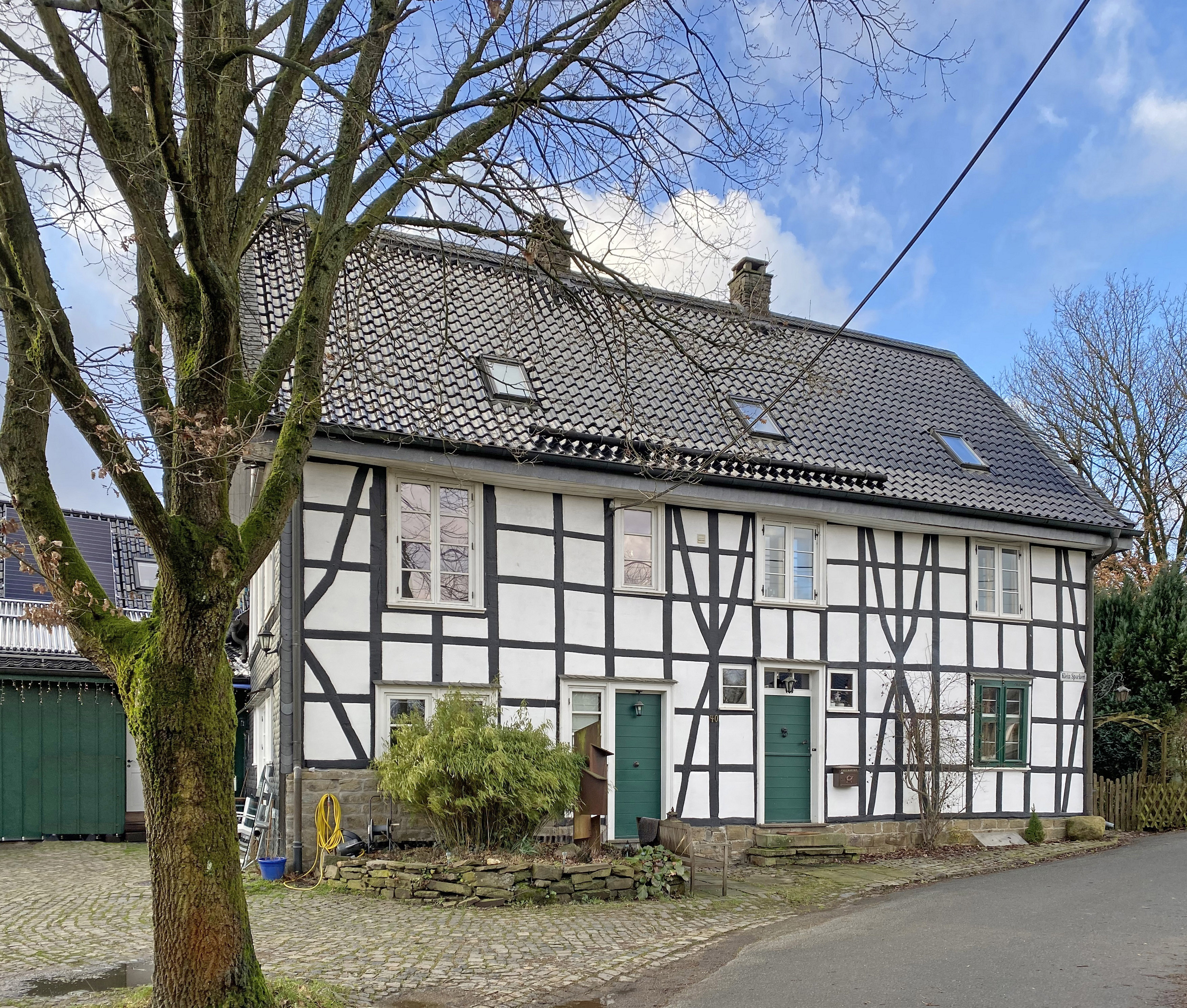
Fachwerkhaus in Kleinsporkert

Kleinsporkert ist ein Weiler im Stadtbezirk Ronsdorf der bergischen Großstadt Wuppertal in Nordrhein-Westfalen/Deutschland.

## Lage und Beschreibung
Die Ortschaft besitzt inklusive der Wohnbebauung an der Zufahrtsstraße 55 Einwohner (Stand 2007) und liegt im Wohnquartier Erbschlö-Linde östlich des Ortszentrums von Ronsdorf und des Straßendorfs Linde. In der unmittelbaren Nähe verlaufen die Bundesautobahn 1 mit der Ausfahrt Wuppertal-Ronsdorf und  die heutige Landesstraße 58 (ehemals Bundesstraße 51). Hier verkehren auch mindestens stündlich überörtlich Linienbusse. 
Benachbarte Orte sind neben Linde die Hofschaften und Weiler Großsporkert, Kleinbeek, Wefelpütt und Hastberg mit der Hastberger Mühle.
Kleinsporkert ist vom Erscheinungsbild her ländlich geprägt. Neben weiteren Wald- und Naturgebieten befindet sich in der Nähe das Naherholungsgebiet Staatsforst Marscheider Wald. Der Marscheider Bach, ein direkter Zufluss der Wupper, fließt östlich am Ort vorbei.

## Geschichte
Die erste urkundliche Erwähnung von Sporkert fand im Jahr 1471 statt. Der Ort gehörte im Spätmittelalter und der frühen Neuzeit zu der Honschaft Erbschloe im Kirchspiel Lüttringhausen des Amtes Beyenburg. Bereits 1710 werden drei Häuser in Kleinsporkert gezählt, das zu dieser Zeit Luß Sporkert genannt wurde.
Auf der Topographia Ducatus Montani des Erich Philipp Ploennies aus dem Jahre 1715 ist der Hof wie das benachbarte Großsporkert als Spurckert verzeichnet. Auf der Topographischen Aufnahme der Rheinlande von 1824 wird zwischen Groß- und Kleinsporkert unterschieden, wie auch auf der Preußischen Uraufnahme von 1843.
Im Gemeindelexikon für die Provinz Rheinland von 1888, das Groß- und Kleinsporkert getrennt aufzählt, werden für Kleinspokert vier Wohnhäuser mit 50 Einwohnern angegeben.

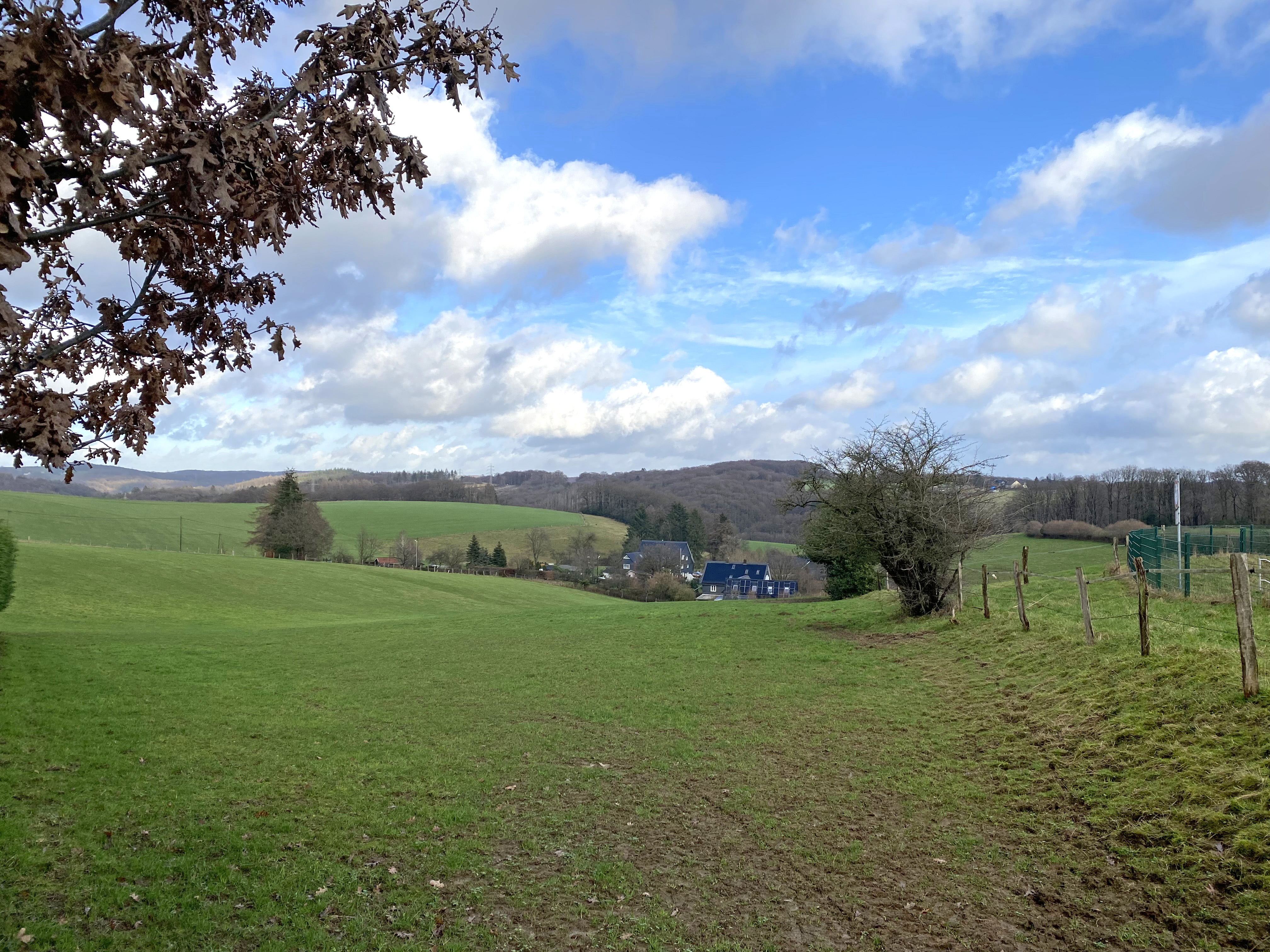
Kleinsporkert in der Landschaftskulisse
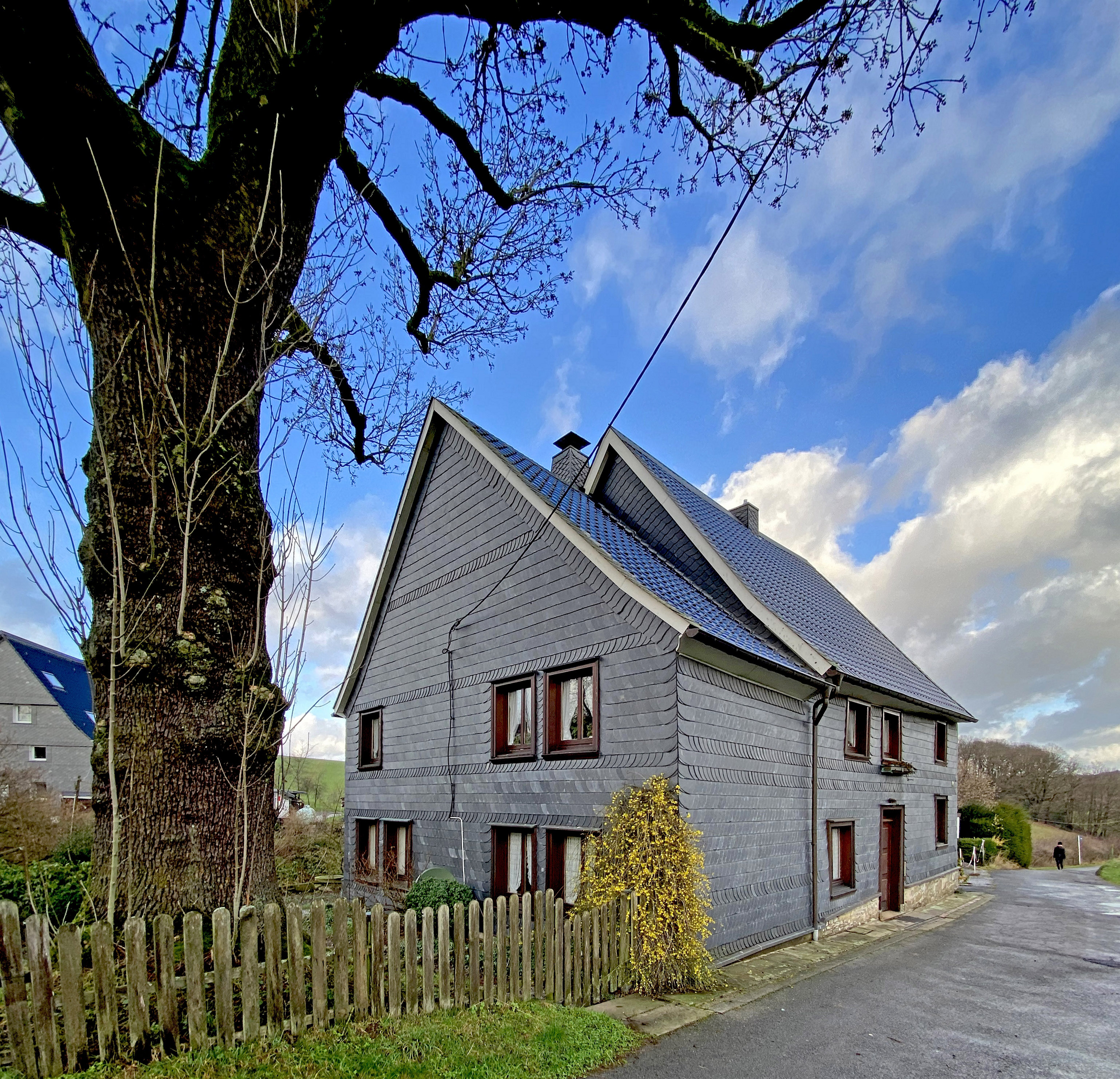
Haus mit mächtiger Esche (Naturdenkmal)